# Mistrovství světa v ledolezení
Mistrovství světa v ledolezení (anglicky UIAA Ice Climbing World Championship) je mezinárodní mistrovství v ledolezení, první ročník se konal v roce 2002. Pořádá jej Mezinárodní horolezecká federace, jejímž členem je Český horolezecký svaz.
Poslední ročníky mistrovství světa jsou součástí závodů světového poháru, v sudý a lichý rok se střídají s mistrovstvím Evropy.
V roce 2018 se v Moskvě poprvé konalo mistrovství světa v kombinaci.

## Přehled mistrovství

### Kalendář
| Poř.  | Rok     | Místo           | Datum                | Obtížnost | Obtížnost | Rychlost | Rychlost | Kombinace | Kombinace | Celkem O + R |
| ----- | ------- | --------------- | -------------------- | --------- | --------- | -------- | -------- | --------- | --------- | ------------ |
| Poř.  | Rok     | Místo           | Datum                | muži      | ženy      | muži     | ženy     | muži      | ženy      | Celkem O + R |
| I.    | MS 2002 | Arzl im Pitztal | 11.-12. ledna        |           |           |          |          | —         | —         | +            |
| II.   | MS 2003 | Kirov           | 8.-10. března        |           |           |          |          | —         | —         | +            |
| III.  | MS 2004 | Saas-Fee        | 22.-24. ledna        |           |           |          |          | —         | —         | +            |
| IV.   | MS 2005 | Saas-Fee        | 21.-22. ledna        |           |           |          |          | —         | —         | +            |
| V.    | MS 2007 | Saas-Fee        | 1.-3. února          |           |           | —        | —        | —         | —         | +            |
| V.    | MS 2007 | Bușteni         | 11. února            | —         | —         |          |          | —         | —         | +            |
| VI.   | MS 2009 | Saas-Fee        | 22.-24. ledna        |           |           | —        | —        | —         | —         | +            |
| VI.   | MS 2009 | Bușteni         | 6.-9. února          | —         | —         |          |          | —         | —         | +            |
| VII.  | MS 2011 | Bușteni         | 5.-6. února          | 31        | 22        | —        | —        | —         | —         | 53+48        |
| VII.  | MS 2011 | Kirov           | 8.-10. března        | —         | —         | 28       | 20       | —         | —         | 53+48        |
| VIII. | MS 2013 | Čchongsong      | 12.-13. ledna        | 61        | 34        | —        | —        | —         | —         | 95+          |
| VIII. | MS 2013 | Kirov           |                      | —         | —         |          |          | —         | —         | 95+          |
| IX.   | MS 2015 | Rabenstein      | 30. ledna - 1. února | 50        | 27        | —        | —        | —         | —         | 77+78        |
| IX.   | MS 2015 | Kirov           | 6.-8. března         | —         | —         | 47       | 31       | —         | —         | 77+78        |
| X.    | MS 2017 | Champagny       | 4.-5. února          | 73        | 34        | 48       | 20       | —         | —         | 107+68       |
| XI.   | MS 2018 | Moskva          | 14.-16. prosince     | —         | —         | —        | —        | 17        | 10        | 17+10        |
| XII.  | MS 2019 | Kirov           | 8.-10. března        | x         | x         | x        | x        | —         | —         | +            |
| XIII. | MS 2022 | Saas-Fee        | 26.-29. ledna        | x         | x         | x        | x        | x         | x         | +            |
| XIIV. | MS 2024 | neznámá vlajka  |                      |           |           |          |          |           |           | +            |

### Výsledky - muži
| Rok  | Obtížnost              | Obtížnost          | Obtížnost           | Účast | Rychlost                        | Rychlost           | Rychlost          |
| Rok  | zlato                  | stříbro            | bronz               | Účast | zlato                           | stříbro            | bronz             |
| ---- | ---------------------- | ------------------ | ------------------- | ----- | ------------------------------- | ------------------ | ----------------- |
| 2002 | Jevhen Kryvošejcev     | Stephane Husson    | Thomas Steinbrugger | +     | Alexandr Matvějev               | Jevhen Kryvošejcev | Urs Odermatt      |
| 2003 | Jevhen Kryvošejcev (2) | Oleg Tchereshnev   | Harald Berger       | +     | Alexandr Matvějev (2)           | Jevhen Kryvošejcev | Urs Odermatt      |
| 2004 | Harald Berger          | Jevhen Kryvošejcev | Samuel Anthamatten  | +     | Alexandr Matvějev (3)           | Nikolaj Šved       | Igor Fajzullin    |
| 2005 | Harald Berger (2)      | Simon Anthamatten  | Albert Leichtfried  | +     | Jevhen Kryvošejcev              | Igor Fajzullin     | Nikolaj Šved      |
| 2007 | Jevhen Kryvošejcev (3) | Alexej Tomilov     | Simon Wandeler      | +     | Andrey Belkov                   | Alexandr Matvějev  | Urs Odermatt      |
| 2009 | Markus Bendler         | Herbert Klammer    | Maxim Tomilov       | +     | Nikolaj Šved                    | Maxim Vlasov       | Vasily Terekhin   |
| 2011 | Pak Hi-jong            | Markus Bendler     | Jevhen Kryvošejcev  | 31+28 | Pavel Guljajev                  | Ivan Spicyn        | Pavel Batušev     |
| 2013 | Alexej Tomilov         | Valentyn Sypavin   | Pak Hi-jong         | 61+   | Jegor Trapeznikov               | Radomir Proščenko  | Ivan Spicyn       |
| 2015 | Maxim Tomilov          | Pak Hi-jong        | Alexej Tomilov      | 50+47 | Alexej Vagin                    | Radomir Proščenko  | Jegor Trapeznikov |
| 2017 | Pak Hi-jong (2)        | Yannick Glatthard  | Nikolaj Kuzovlev    | 73+48 | Pavel Batušev Vladimir Kartašev | Leonid Malych      | Radomir Proščenko |
| 2019 | Nikolaj Kuzovlev       | Maxim Tomilov      | Alexej Maršalov     | +     | Vladislav Iurlov                | Anton Sucharev     | Anton Nemov       |
| 2022 | Louna Ladevant         | Benjamin Bosshard  | Tristan Ladevant    | +     | Mohsen Beheshti Rad             | Nikita Glazyrin    | Danila Bikulov    |

- Doping: v roce 2017 byl z posledního závodu SP 2017 diskvalifikován Pavel Batušev a tím došlo ke změně celkového pořadí[2]

### Výsledky - ženy
| Rok  | Obtížnost           | Obtížnost           | Obtížnost              | Účast | Rychlost                              | Rychlost                 | Rychlost             |
| Rok  | zlato               | stříbro             | bronz                  | Účast | zlato                                 | stříbro                  | bronz                |
| ---- | ------------------- | ------------------- | ---------------------- | ----- | ------------------------------------- | ------------------------ | -------------------- |
| 2002 | Ines Papert         | Anna Torretta       | Abby Watkins           | +     | Ines Papert                           | Nadejda Iakimova         | Margarita Kolodkina  |
| 2003 | Ines Papert (2)     | Marina Rashitova    | Marina Maslova         | +     | Natalija Kulikovová                   | Nadejda Iakimova         | neznámá vlajka       |
| 2004 | Ines Papert (3)     | Natalija Kulikovová | Kirsten Buchmann       | +     | Natalija Kulikovová (2)               | Mariam Filippovová       | Julija Olejnikovová  |
| 2005 | Petra Müller        | Ines Papert         | Stéphanie Maureau      | +     | Natalija Kulikovová (3)               | Julija Olejnikovová      | Anna Torretta        |
| 2007 | Jenny Lavarda       | Stéphanie Maureau   | Petra Müller           | +     | Marija Šabalina (Marija Tolokoninová) | Mariam Filippovová       | Maria Muravyeva      |
| 2009 | Angelika Rainer     | Petra Müller        | Marija Tolokoninová    | +     | Marija Tolokoninová (2)               | Julija Olejnikovová      | Nadezda Launits      |
| 2011 | Angelika Rainer (2) | Sin Un-son          | Anna Galljamovová      | 22+20 | Marija Tolokoninová (3)               | Marija Krasavinová       | Naděžda Galljamovová |
| 2013 | Angelika Rainer (3) | Anna Galljamovová   | Sin Un-son             | 34+   | Jekatěrina Feoktistovová              | Julija Olejnikovová      | Mariam Filippovová   |
| 2015 | Sin Un-son          | Angelika Rainer     | Petra Klinglerová      | 27+31 | Jekatěrina Koščejevová                | Naděžda Galljamovová     | Marija Krasavinová   |
| 2017 | Sin Un-son (2)      | Angelika Rainer     | Marija Tolokoninová    | 34+20 | Marija Tolokoninová (4)               | Jekatěrina Feoktistovová | Naděžda Galljamovová |
| 2019 | Sin Un-son (3)      | Marija Tolokoninová | Mariam Filippovová     | +     | Marija Tolokoninová (5)               | Natalja Savická          | Valerija Bogdanová   |
| 2022 | Petra Klinglerová   | Anastasia Astakhova | Franziska Schönbächler | +     | Natalja Savická                       | Iuliia Filateva          | Marija Tolokoninová  |

### Výsledky - kombinace
| Rok  | Muži                            | Muži            | Muži                            | Účast | Ženy                | Ženy               | Ženy               |
| Rok  | zlato                           | stříbro         | bronz                           | Účast | zlato               | stříbro            | bronz              |
| ---- | ------------------------------- | --------------- | ------------------------------- | ----- | ------------------- | ------------------ | ------------------ |
| 2018 | Nikolaj Kuzovlev                | Nikita Glazyrin | Mohammadreza Safdarian Korouyeh | 17+10 | Marija Tolokoninová | Valerija Bogdanová | Mariam Filippovová |
| 2022 | Mohammadreza Safdarian Korouyeh | Andreas Gantner | Vadim Malshchukov               | +     | Iuliia Filateva     | Vivien Labarile    | Irina Dubovcevová  |

### Umístění českých závodníků
| Mistrovství     | Disciplína | Umístění | Jméno          |
| --------------- | ---------- | -------- | -------------- |
| 2011 Bușteni    | obtížnost  | 4.       | Lucie Hrozová  |
| 2013 Čchongsong | obtížnost  | 5.       | Lucie Hrozová  |
| 2013 Čchongsong | obtížnost  | 18.      | Mirek Matějec  |
| 2017 Kirov      | obtížnost  | 17.      | Aneta Loužecká |
| 2017 Kirov      | rychlost   | 17.      | Aneta Loužecká |

## Nejúspěšnější medailisté
K roku 2022
Jediná Ines Papert vyhrála obě disciplíny v jednom ročníku a to v prvním. Jediná Marija Tolokoninová získala 6 zlatých medailí, z toho 5 v jedné disciplíně.

### Muži
| Jméno              | Celkem | Zlato                                                         | Stříbro                                                | Bronz            | Disciplíny          | Období              |
| ------------------ | ------ | ------------------------------------------------------------- | ------------------------------------------------------ | ---------------- | ------------------- | ------------------- |
| Jevhen Kryvošejcev | 5 3    | Zlatá medaile · Zlatá medaile · Zlatá medaile · Zlatá medaile | Stříbrná medaile · Stříbrná medaile · Stříbrná medaile | · —              | obtížnost rychlost  | 2002-2011 2002-2005 |
| Alexandr Matvějev  | 4      | Zlatá medaile · Zlatá medaile · Zlatá medaile                 | Stříbrná medaile                                       |                  | rychlost            | 2002-2007           |
| Pak Hi-jong        | 4      | Zlatá medaile · Zlatá medaile                                 | Stříbrná medaile                                       | Bronzová medaile | obtížnost           | 2011-               |
| Harald Berger      | 3      | Zlatá medaile · Zlatá medaile                                 |                                                        | Bronzová medaile | obtížnost           | 2003-2005           |
| Nikolaj Kuzovlev   | 2 1    | Zlatá medaile · Zlatá medaile                                 |                                                        | · —              | obtížnost kombinace | 2017- 2018-         |
| Nikolaj Šved       | 3      | Zlatá medaile                                                 | Stříbrná medaile                                       | Bronzová medaile | rychlost            | 2004-2009           |
| Alexej Tomilov     | 3      | Zlatá medaile                                                 | Stříbrná medaile                                       | Bronzová medaile | obtížnost           | 2007-2015           |
| Maxim Tomilov      | 3      | Zlatá medaile                                                 | Stříbrná medaile                                       | Bronzová medaile | obtížnost           | 2009-2019           |

### Ženy
| Jméno               | Celkem | Zlato                                                         | Stříbro                                                | Bronz            | Disciplíny                   | Období         |
| ------------------- | ------ | ------------------------------------------------------------- | ------------------------------------------------------ | ---------------- | ---------------------------- | -------------- |
| Marija Tolokoninová | 3 6 1  | — ·                                                           | · — · —                                                | · —              | obtížnost rychlost kombinace | 2009- 2018-    |
| Ines Papert         | 4 1    | Zlatá medaile · Zlatá medaile · Zlatá medaile · Zlatá medaile | · —                                                    |                  | obtížnost rychlost           | 2002-2005 2002 |
| Angelika Rainer     | 5      | Zlatá medaile · Zlatá medaile · Zlatá medaile                 | Stříbrná medaile · Stříbrná medaile                    |                  | obtížnost                    | 2009-          |
| Sin Un-son          | 5      | Zlatá medaile · Zlatá medaile · Zlatá medaile                 | Stříbrná medaile                                       | Bronzová medaile | obtížnost                    | 2011-          |
| Natalija Kulikovová | 1 3    | — ·                                                           | — ·                                                    |                  | obtížnost rychlost           | 2003-2005 2004 |
| Petra Müller        | 3      | Zlatá medaile                                                 | Stříbrná medaile                                       | Bronzová medaile | obtížnost                    | 2005-2009      |
| Julija Olejnikovová | 4      |                                                               | Stříbrná medaile · Stříbrná medaile · Stříbrná medaile | Bronzová medaile | rychlost                     | 2004-2013      |
| Mariam Filippovová  | 3      |                                                               | Stříbrná medaile · Stříbrná medaile                    | Bronzová medaile | rychlost                     | 2004-2013      |

### Vítězové podle zemí
| Pořadí | Země        | 2002 | 2003 | 2004 | 2005 | 2007 | 2009 | 2011 | 2013 | 2015 | 2017 | 2018 | 2019 | 2022 | Celkem |
| ------ | ----------- | ---- | ---- | ---- | ---- | ---- | ---- | ---- | ---- | ---- | ---- | ---- | ---- | ---- | ------ |
| 1.     | Rusko       | 1    | 2    | 2    | 1    | 2    | 2    | 2    | 3    | 3    | 2    | 2    | 3    | 2    | 27     |
| 2.     | Jižní Korea |      |      |      |      |      |      | 1    |      | 1    | 2    |      | 1    |      | 5      |
| 3.     | Německo     | 2    | 1    | 1    |      |      |      |      |      |      |      |      |      |      | 4      |
| 3.     | Ukrajina    | 1    | 1    |      | 1    | 1    |      |      |      |      |      |      |      |      | 4      |
| 3.     | Itálie      |      |      |      |      | 1    | 1    | 1    | 1    |      |      |      |      |      | 4      |
| 6.     | Rakousko    |      |      | 1    | 1    |      | 1    |      |      |      |      |      |      |      | 3      |
| 7.     | Švýcarsko   |      |      |      | 1    |      |      |      |      |      |      |      |      | 1    | 2      |
| 7.     | Írán        |      |      |      |      |      |      |      |      |      |      |      |      | 2    | 2      |
| 9.     | Francie     |      |      |      |      |      |      |      |      |      |      |      |      | 1    | 1      |
| 9      | Celkem      | 4    | 4    | 4    | 4    | 4    | 4    | 4    | 4    | 4    | 4    | 2    | 4    | 6    | 52     |

### Medaile podle zemí
| Pořadí | Země            | 2002 | 2003 | 2004 | 2005 | 2007 | 2009 | 2011 | 2013 | 2015 | 2017 | 2018 | 2019 | 2022 | Celkem |
| ------ | --------------- | ---- | ---- | ---- | ---- | ---- | ---- | ---- | ---- | ---- | ---- | ---- | ---- | ---- | ------ |
| 1.     | Rusko           | 3    | 6    | 7    | 4    | 6    | 8    | 7    | 8    | 8    | 8    | 5    | 11   | 9    | 90     |
| 2.     | Švýcarsko       | 1    | 1    | 1    | 2    | 3    | 1    |      |      | 1    | 1    |      |      | 4    | 15     |
| 3.     | Ukrajina        | 2    | 2    | 1    | 1    | 1    |      | 1    | 1    |      |      |      |      |      | 9      |
| 3.     | Itálie          | 1    |      |      | 1    | 1    | 2    | 1    | 1    | 1    | 1    |      |      |      | 9      |
| 5.     | Jižní Korea     |      |      |      |      |      |      | 2    | 2    | 2    | 2    |      | 1    |      | 9      |
| 6.     | Rakousko        | 1    | 1    | 1    | 2    |      | 1    | 1    |      |      |      |      |      |      | 7      |
| 7.     | Německo         | 2    | 1    | 2    | 1    |      |      |      |      |      |      |      |      |      | 6      |
| 8.     | Francie         | 1    |      |      | 1    | 1    |      |      |      |      |      |      |      | 2    | 5      |
| 9.     | Írán            |      |      |      |      |      |      |      |      |      |      | 1    |      | 2    | 3      |
| 10.    | Austrálie       | 1    |      |      |      |      |      |      |      |      |      |      |      |      | 1      |
| 10.    | Lichtenštejnsko |      |      |      |      |      |      |      |      |      |      |      |      | 1    | 1      |
| 10*    | Celkem          | 12   | 11*  | 12   | 12   | 12   | 12   | 12   | 12   | 12   | 12   | 6    | 12   | 18   | 155*   |

- poznámka: neúplné výsledky 2003